# Gmina Poniatowa
Die Gmina Poniatowa ist eine Stadt-und-Land-Gemeinde im Powiat Opolski der Woiwodschaft Lublin in Polen. Ihr Sitz ist die gleichnamige Stadt.

## Geographie
Die Gemeinde liegt im Südosten Polens wenige Kilometer nordöstlich von Opole Lubelskie.

## Geschichte
Die Stadt Poniatowa wurde 1937 an der Stelle eines gleichnamigen Dorfes errichtet.

### Städtepartnerschaften
- Groß-Siegharts (Österreich)

## Gliederung
Zur Stadt-und-Land-Gemeinde gehören neben der namensgebenden Stadt folgende Ortschaften mit einem Schulzenamt:
Dąbrowa Wronowska
Henin
Kocianów
Kowala Druga
Kowala Pierwsza
Kraczewice Prywatne
Kraczewice Rządowe
Leśniczówka
Niezabitów
Niezabitów-Kolonia
Obliźniak
Plizin
Poniatowa-Kolonia
Poniatowa
Spławy
Szczuczki-Kolonia
Wólka Łubkowska
Zofianka